# نینت سینایی
نینت سینایی ( انگلیسی: Ninet Sinaii؛ ) همه‌گیرشناس ارمنی‌تبار اهل ایالات متحده آمریکا است. وی از سال ۲۰۰۰ یکی از کارکنان پرسنلی اپیدمیولوژی در «سازمان آمار زیستی و اپیدمیولوژی بالینی» (BCES) در مرکز بالینی مؤسسه ملی سلامت است

## زندگی‌نامه
او یک ارمنی-آمریکایی است. خانواده وی از ایران به آلمان و سپس به آمریکا مهاجرت کردند. او دبیرستان با همه‌گیرشناسی آشنا شد.  با مدرک کالج اکسیدنتال از اوسیدنتال کالج و با مدرک‌های M.P.H. , پی‌اچ‌دی دانشگاه جرج واشینگتن فارغ‌التحصیل گشت. 

## زندگی شخصی
سینایی متاهل و دارای فرزند است. او 15 سال همسر یک فرد نظامی بود. سینا مسیحی و چند زبانی است.